# Choupette
Choupette (sinh ngày 15 tháng 8 năm 2011) là chú mèo cưng của Karl Lagerfeld, trưởng phòng thiết kế và giám đốc sáng tạo tại Chanel. Ban đầu thuộc về người mẫu Baptiste Giabiconi của Pháp, Choupette đã được tặng làm quà cho Lagerfeld vào khoảng Giáng sinh 2011 sau khi ở lại với nhà thiết kế trong khi Giabiconi ở nước ngoài. Theo Lagerfeld, anh tình cờ gặp chú mèo lông trắng khi anh quyết định dành hai tuần để chăm sóc động vật, chăm sóc Choupette khi một trong những người bạn của anh, người mẫu thời trang Baptiste Giabiconi, đi du lịch. "Khi anh ấy trở lại, tôi nghĩ tôi xin lỗi Choupette là của tôi," Lagerfeld nói.
Sự xuất hiện trên phương tiện truyền thông đầu tiên của mèo Choupette được thực hiện thông qua dịch vụ mạng xã hội Twitter vào ngày 16 tháng 1 năm 2012, @ChoupettesDerator, khi Stephen Gan của tạp chí V đã tweet một bức ảnh của nó từ căn hộ của Lagerfeld. Với việc ra mắt tài khoản Twitter của Choupette (tác giả Ashley Tschudin) vào tháng 6 năm 2012 và nhiều 'cuộc phỏng vấn' trên các tạp chí thời trang cao cấp, sự nổi tiếng của Choupette đã tiến triển, khiến Lagerfeld nhận xét "Mọi người sẽ choáng váng... nói nhiều về Choupette hơn là về tôi!" Tính đến tháng 3 năm 2015, nó có hơn 46.000 người hâm mộ trên tài khoản Twitter được phát minh để vinh danh nó.
Vào tháng 6 năm 2013, Lagerfeld tuyên bố rằng anh muốn kết hôn với Choupette. Anh nói trong một cuộc phỏng vấn với CNN, "Tuy nhiên, đối với con người và động vật, tôi không bao giờ nghĩ rằng mình sẽ yêu một con mèo như thế này."